# Saint-Urbain, Finistère
Saint-Urbain (bretonska: Lannurvan) är en kommun i departementet Finistère i regionen Bretagne i västra Frankrike. Kommunen ligger i kantonen Daoulas som tillhör arrondissementet Brest. År 2022 hade Saint-Urbain 1 669 invånare.

## Befolkningsutveckling
Antalet invånare i kommunen Saint-Urbain
Referens:INSEE